# Землекоп рудохвостий
Землекоп рудохвостий (Geositta rufipennis) — вид горобцеподібних птахів родини горнерових (Furnariidae). Мешкає в Південній Америці.

## Підвиди
Виділяють шість підвидів:
- G. r. fasciata (Philippi & Landbeck, 1864) — західна Болівія (від Ла-Паса до Потосі) і західні схили Анд на півночі і в центрі Чилі (від Атаками до Арауканії);
- G. r. harrisoni Marin, Kiff & Peña, 1989 — північне Чилі (південно-західна Антофагаста);
- G. r. rufipennis (Burmeister, 1860) — північно-західна Аргентина (від Жужуя до Сан-Хуана);
- G. r. giaii Contreras, 1976 — південно-західна Аргентина (від Неукена до Чубута), спостерігалися також південніше, в Санта-Крусі та в чилійській провінції Магальянес;
- G. r. ottowi Hoy, G, 1968 — Сьєррас-де-Кордова[en] (північ центральної Аргентини);
- G. r. hoyi Contreras, 1980 — західна і південно-західна Аргентина (від Мендоси на південь до центрального Неукена) і південне Чилі (на південь від Айсена).

## Поширення і екологія
Рудохвості землекопи мешкають в Болівії, Аргентині і Чилі. Вони живуть серед скель, у високогірних чагарникових заростях та на гірських луках. Зустрічаються на висоті від 2200 до 4400 м над рівнем моря.